# Makaï
Makaï est un village de la région du Centre du Cameroun. Localisé dans l'arrondissement (commune) de Ngog-Mapubi et le département du Nyong-et-Kellé, il est situé à proximité du village de Modé. 

## Géographie
Localisé à 3° 55' 60" nord de latitude et 10° 54' 0" est de longitude, Makaï a un climat tropical caractérisé par de fortes pluies d'une moyenne de 2 084 mm et une température moyenne annuelle de 25,1 °C. 

## Personnalités nées à Makaï
- Charly Gabriel Mbock, écrivain et anthropologue né à Makaï en 1950